# Pipa (rymdmått)
Pipa var ett stort laggkärl för vintransport. Den är känd i Sverige sedan 1400-talet, men kommer från Portugal och Spanien. En svensk pipa = 2 oxhuvud = 180 kannor = 471,06 liter.